# الکساندر ماشکویچ
الکساندر ماشکویچ (عبری: אלכסנדר משקביץ‎؛ زادهٔ ۲۳ فوریهٔ ۱۹۵۴) کارآفرین و سرمایه‌دار اهل قزاقستان است، که از سهامداران اصلی شرکت منابع طبیعی اوراسیا بشمار می‌آید.